# San Cristóbal, Epitacio Huerta
San Cristóbal är en ort i Mexiko.   Den ligger i kommunen Epitacio Huerta och delstaten Michoacán de Ocampo, i den sydöstra delen av landet, 150 km nordväst om huvudstaden Mexico City. San Cristóbal ligger 2 655 meter över havet och antalet invånare är 455.
Terrängen runt San Cristóbal är kuperad åt nordost, men åt sydväst är den platt. San Cristóbal ligger uppe på en höjd. Runt San Cristóbal är det ganska tätbefolkat, med 72 invånare per kvadratkilometer. Närmaste större samhälle är Coroneo, 10,7 km sydväst om San Cristóbal. I omgivningarna runt San Cristóbal växer huvudsakligen savannskog.